# Florian Ungler
Florian Ungler (* unbekannt; † 1536 in Krakau) war ein Buchdrucker und Herausgeber erster Bücher auf Polnisch.
Wann und wo Ungler geboren wurde, ist nicht überliefert, man weiß aber, dass er um 1510 aus Bayern nach Krakau kam und dort seine erste Druckerwerkstatt gründete. Er druckte und gab zahlreiche hochwertige Bücher heraus, u. a.
- 1512 die Introductio in Ptolomei Cosmographiam[1], mit Karten und Informationen über Amerika,
- 1513 das bekannte Gebetbuch Biernats von Lublin, Raj duszny (Paradies der Seele) und
- 1514 Orthographia seu modus recte scribendi et legendi polonicum idioma quam ultissimus, das erste Grammatikbuch der polnischen Sprache.
- 1532[2] Aemilius Macer[sic!]: De herbarum virtutibus cum veris figuris herbarum [...]. Hrsg. und mit Glossaren versehen von Simon de Lowitz [= Syreniusz Symon, Szymon aus Lowicz], Krakau (Officina Ungleriana); Neudruck Warschau 1979.

Obwohl er sein Handwerk hervorragend beherrschte und seine Erzeugnisse von höchster typographischer Qualität waren, konnte er seinen Lebensunterhalt mit Drucken kaum bestreiten, musste sogar seine Werkstatt vorübergehend aufgeben und sich bei Johann Haller verdingen. Insgesamt hatte Ungler bis dahin ca. 80 Positionen herausgegeben. 1521 versuchte er erneut sein Glück mit einer eigenen, neu eingerichteten Druckwerkstatt und gab bis zu seinem Tod (1536) weitere 166 Bücher heraus. Nach seinem Tod führte seine Frau Helena die Werkstatt bis 1551 weiter.